# Nymphaeum Traiani

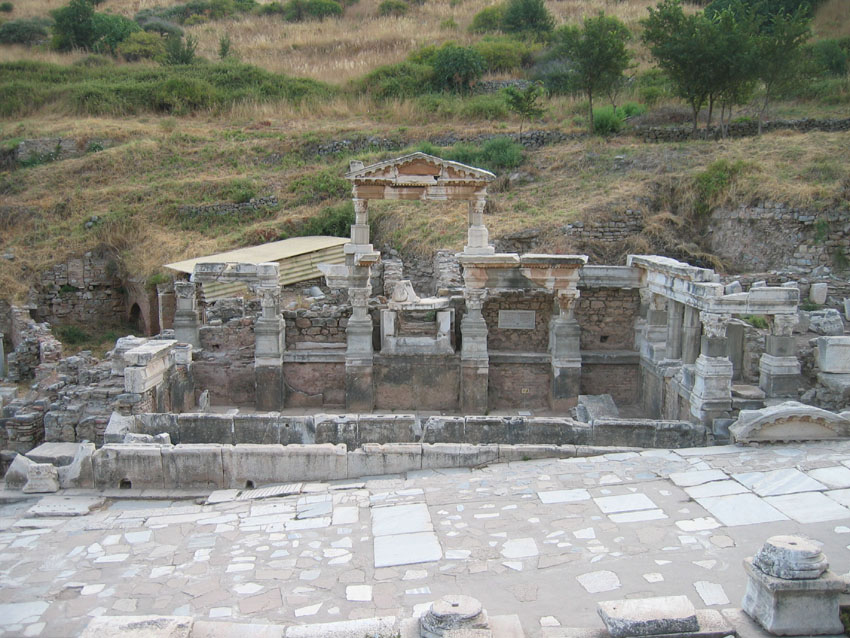
Das Nymphaeum Traiani in Ephesos

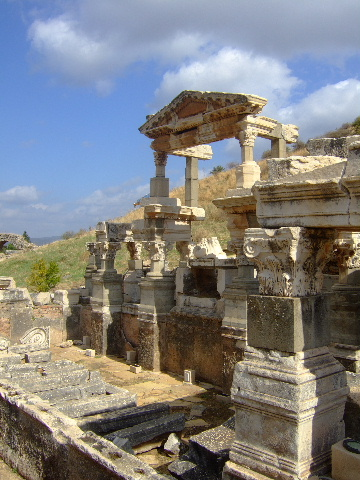
Nymphaeum Traiani

Das Nymphaeum Traiani ist eine antike Brunnenanlage (Nymphäum) in Ephesos bei Selçuk in der türkischen Provinz İzmir.
Wie aus der zweizeiligen Stifterinschrift auf dem Architrav des Untergeschosses hervorgeht, wurde der Brunnen von Tiberius Claudius Aristion und seiner Gattin Iulia Lydia Laterane für die Artemis von Ephesos und Kaiser Trajan (daher der moderne Name) als Endpunkt einer 210 Stadien (ca. 39 km) langen Wasserleitung gestiftet. Auf Grund dieser Inschrift lässt sich die Errichtung in die Jahre zwischen 102 und 114 n. Chr. datieren.
Das 11,90 × 5,40 m große, rechteckige Brunnenbecken wurde an drei Seiten von einer ursprünglich etwa 9,50 m hohen Fassade gerahmt. Während die Architrave des Untergeschosses an den beiden Seiten gerade durchlaufen, besitzt die rückwärtige Hauptseite ein verkröpftes Gebälk. Dadurch, dass die Architrave des Obergeschosses dazu verschränkt versetzt wurden, bildet sich in der Mitte eine große Nische, in der eine Statue des Kaisers Trajan aufgestellt war. Auch in den anderen Interkolumnien waren Statuen aufgestellt.
Das Wasser floss unter der Statue – also zu Füßen des Kaisers – in das Brunnenbecken. Dem Hauptbecken war zur Straße hin ein schmaleres Schöpfbecken vorgelagert, von dem das Wasser entnommen werden konnte.
Das Nymphaeum Traiani wurde 1957 im Zuge einer Ausgrabung der Kuretenstraße freigelegt. 1962 erhielt es durch die Aufstellung einer Architekturprobe des Architekten H. Pellionis sein heutiges Aussehen.